# Al-Kiswa
Al-Kiswa (em árabe: ; romaniz.: Al Kiswah; também grafada Al-Kiswah, Kissoué e Kiswe) é uma cidade da província da Zona Rural de Damasco (Rif Dimashq), Síria. Faz parte do distrito de Markaz Rif Dimashq e é uma das maiores cidades desse distrito em número de habitantes (43 456 em 2004).
Situa-se cerca de 13 km a sul de Damasco e foi o local da Batalha de Chaqhab (ou de Marj al-Saffar).